# Антуса
Антуса или Рѐзна (на гръцки: Ανθούσα, до 1928 година Ρέζνα, Резна) е село в югозападната част на Егейска Македония, Гърция. Селото е част от дем Горуша (Войо), административната област Западна Македония.

## География
Селото е разположено на 820 m надморска височина, в източното подножие на планината Горуша (Войо).

## История

### В Османската империя
Преди потурчването на селото то има две църкви – „Свети Николай“, превърната по-късно в теке и „Свети Тома“ в западната част на селото. В източната част, на гробищата е параклисът „Свети Тома“, от 1841 година.
Според статистика на Серфидженския санджак на гръцкото консулство в Еласона от 1904 година в Резни (Ρέζνη), Населишка каза, живеят 150 гърци християни и 150 валахади.

### В Гърция
През Балканската война в 1912 година в селото влизат гръцки части и след Междусъюзническата в 1913 година Резна остава в Гърция. Мюсюлманското му население се изселва в Турция и на негово място в 20-те години са заселени гърци бежанци. В 1928 година Резна е представено като смесено местно-бежанско село с 35 бежански семейства и 130 души бежанци. В същата 1928 година името на селото е сменено на Антуса.
В 1923 година на мястото на стар манастир „Свети Илия“ е построен малък храм със същото име (Αί-Λιά). По време на Гражданската война (1946 – 1949) църквата е разрушена и в 1968 година.
Населението традиционно произвежда жито, тютюн и други земеделски продукти, като се занимава и със скотовъдство.
| Име        | Име        | Ново име   | Ново име   | Описание                                              |
| ---------- | ---------- | ---------- | ---------- | ----------------------------------------------------- |
| Блазомищка | Πλαζομής   | Микро Рема | Μικρό Ρέμα | река на С от Антуса (Беливод)                         |
| Кадир паша | Κατηρ Πασα | Антотопос  | Ανθότοπος  | възвишение на ЮИ от Антуса и на СИ от Триада (Пецяни) |
| Зулава     | Ζουλάβα    | Воскес     | Βοσκες     | местност на СИ от Антуса                              |

| Година    | 1913 | 1920 | 1928 | 1940 | 1951 | 1961 | 1971 | 1981 | 1991 | 2001 | 2011 | 2021 |
| --------- | ---- | ---- | ---- | ---- | ---- | ---- | ---- | ---- | ---- | ---- | ---- | ---- |
| Население | 390  | 380  | 241  | 315  | 251  | 210  | 124  | 103  | 56   | 54   | 30   | 15   |